# Мальтоза
Мальто́за (от англ. malt — солод) — солодовый сахар, 4-О-α-D-глюкопиранозил-D-глюкоза, природный дисахарид, состоящий из двух остатков глюкозы; содержится в больших количествах в проросших зёрнах (солоде) ячменя, ржи и других зерновых; обнаружен также в томатах, в пыльце и нектаре ряда растений.
Биосинтез мальтозы из β-D-глюкопиранозилфосфата и D-глюкозы известен только у некоторых видов бактерий. В животном и растительном организмах мальтоза образуется при ферментативном расщеплении крахмала и гликогена (см. Амилазы).
Мальтоза легко усваивается организмом человека. Расщепление мальтозы до двух остатков глюкозы происходит в результате действия фермента a-глюкозидазы, или мальтазы, которая содержится в пищеварительных соках животных и человека, в проросшем зерне, в плесневых грибах и дрожжах. Генетически обусловленное отсутствие этого фермента в слизистой оболочке кишечника человека приводит к врождённой непереносимости мальтозы — тяжёлому заболеванию, требующему исключения из рациона мальтозы, крахмала и гликогена или добавления к пище фермента мальтазы.

## Химическое название
α-Мальтоза — (2R,3R,4S,5R,6R)-5-[(2R,3R,4S,5R,6R)-2,3,4-тригидрокси-6-(гидроксиметил)оксанил]окси-6-(гидроксиметил)оксан-2,3,4-триол

β-Мальтоза — (2S,3R,4S,5R,6R)-5-[(2R,3R,4S,5R,6R)-2,3,4-тригидрокси-6-(гидроксиметил)оксанил]окси-6-(гидроксиметил)оксан-2,3,4-триол

## Физические свойства
Мальтоза легко растворима в воде, имеет сладкий вкус. Молекулярная масса мальтозы — 342,32. Температура плавления мальтозы — 102°C (безводная).

## Химические свойства

Изомальтоза

Мальтоза является восстанавливающим сахаром, так как имеет незамещённую полуацетальную гидроксильную группу.
При кипячении мальтозы с разбавленной кислотой и при действии фермента мальтоза гидролизуется (образуются две молекулы глюкозы C6H12O6).

Баланс между циклической и открытой формой мальтозы

{\displaystyle {\mathsf {C_{12}H_{22}O_{11}+H_{2}O\rightarrow 2C_{6}H_{12}O_{6}}}.}